# Grotesque Tactics: Evil Heroes
Grotesque Tactics: Evil Heroes ist ein am 17. Juni 2010 erschienenes Taktik-Rollenspiel von Silent Dreams, veröffentlicht von Headup Games.
Ursprünglich war das PC-Spiel von Silent Dreams als Online-Download selbstveröffentlicht. Die verbesserte „Premium Edition“ wurde von Headup Games als physisches Medium im Juli 2010 veröffentlicht, mit verbesserter Grafik und Features, sowie deutscher Sprachausgabe mit bekannten Synchronsprechern. Eine USA-Version wurde kurz darauf im Oktober 2010 von Meridian4 veröffentlicht, dem Partner von Headup Games in Amerika.
Im selben Monat erschien Grotesque Tactics: Evil Heroes als Download auf der Onlineplattform Steam. Im Dezember 2012 war die Vollversion der Premium Version des Spieles Bestandteil der Computerzeitschrift c’t Software-Kollektion 6 die der Ausgabe 26/2012 beilag.

## Handlung
Dem jungen Rekruten Drake misslingt die Prüfung für die Militärakademie. Es wird ihm verweigert, für sein stolzes Königreich Glory zu kämpfen.
Gedemütigt und frustriert will er sich in den Rachen brutaler Pilze stürzen. Doch da bemerkt Drake, dass er nicht der Einzige ist, der sich enttäuscht das Leben nehmen will.
Ihm begegnen die letzten, depressiven Reste der Königstruppen, die schwer verletzt aus einer alles entscheidenden Schlacht zurückkehren. Aus genau der Schlacht, die Drake verwehrt geblieben ist.
Zu den Überlebenden gehört der bekannteste Held der Menschen: Holy Avatar. Der arrogante Ritter in glänzender Rüstung erzählt, wie eine plötzlich auftauchende Sekte die gesamte königliche Armee vernichtet hat.
Das Land Glory wird von den Kreaturen der Dark Church überrollt.
Bevor die Bevölkerung davon erfährt und Panik ausbricht, soll man schnellstmöglich eine Truppe rekrutieren, die die Dark Church zurückschlagen kann.
Da alle heldenhaften Männer in diesem Land gefallen oder schwer verletzt sind, bleiben nur noch zwielichtige Gestalten im Hochsicherheitskerker übrig. Sie gründen die Evil Heroes!

## Gameplay
Grotesque Tactics: Evil Heroes ist ein Taktik-Rollenspiel, in dem man bis zu zehn Charaktere, die man zusätzlich zur Hauptfigur Drake im Laufe des Spieles einsammelt, durch eine Reihe von Gebieten, Dungeons und Kämpfen steuert. Das Spiel wird in einer „Top-down“-Perspektive angezeigt; das Geschehen sieht der Spieler stets von schräg oben. Um in Grotesque Tactics voranzuschreiten, muss der Spieler Gebiete erforschen und häufig gegen Feinde kämpfen. Durch das Besiegen von Gegnern und Erfüllen von Quests sammelt er für alle teilnehmenden Charaktere Erfahrungspunkte, die mit bestimmter Anzahl zu höheren Leveln führen. Mit neuen Leveln erlernen die Charaktere neue Fähigkeiten und den Umgang mit neuen Ausrüstungsgegenständen und steigern ihre Kampfattribute.
Der Hauptausgangspunkt der vom Spieler gesteuerten Gruppe ist ein Dorf namens Station Wish, in dem die Gruppe neue Quests erhalten, gefallene Kameraden heilen, ausruhen und Heiltränke, bessere Waffen und Rüstungen kaufen kann. Diese werden benötigt, um die schwieriger werdenden Kämpfe zu bestehen. So lernt zum Beispiel der Charakter Holy Avatar eine Flächenschadenattacke, die es ihm erlaubt, mehrere Gegner gleichzeitig anzugreifen.

### Kampfsystem
Obwohl die Bewegung im Spiel über ein Raster mit einzelnen Feldern erfolgt, kommt dieser Stil im Kampf mit Feinden erst zur Geltung. Basierend auf dem Geschwindigkeitsattribut der teilnehmenden Kämpfer wird die Reihenfolge bestimmt, in der die Kämpfer agieren. Heiltränke und andere Gegenstände nutzen, Ausrüstungsgegenstände wechseln und gefallene Feinde und Truhen plündern zählt nicht gegen die Handlungsfreiheit eines Kämpfers. Angriffe werden berechnet, indem der vom Angreifer zu verursachende Schaden mit der Verteidigung des Zieles verglichen wird. So wird entschieden, wie viele Lebenspunkte die verteidigende Einheit durch den Angriff verliert. Ein Kämpfer, dessen Lebenspunkte auf null sinken, gilt als besiegt. Er fällt zu Boden und bleibt regungslos. Er kann erst wieder an Gefechten teilnehmen, nachdem er in Station Wish geheilt worden ist. Ausnahmen von dieser Regel sind die Hauptfiguren der Geschichte, Drake und Holy Avatar. Ihr Tod beendet das Spiel mit einem Game Over.
Jeder Charakter hat einen einzigartigen Fähigkeitssatz, den er beim Leveln erlernt (mit Ausnahme von DawnClaude, der in jeder Hinsicht mit Drake identisch ist). Eine Teilausnahme sind die drei Jungfrauen: Candy, Sandy und Mandy. Die Jungfrauen sind alle Bogenschützen deren Fähigkeiten bis auf die letzte identisch sind. Hinzu kommen die „Obsessions“ der jeweiligen Figur, die automatisch ausgelöst werden wenn ein Charakter genug Schaden genommen oder ausgeteilt hat. Bei Drake nimmt die Obsession die Form einer inspirierenden Rede an, welche die Moral seiner nächsten Mitstreiter erhöht. Wird Holy Avatars Obsession ausgelöst, beginnt er von seinen Abenteuern zu erzählen, wodurch alle Einheiten in seiner Nähe in Schlaf fallen.

## Charaktere
Grotesque Tactics: Evil Heroes bietet zwei Hauptfiguren, acht unterstützende spielergesteuerte Figuren, vier Fieslinge (einer wird gegen Ende des Spiels zur Spielerfigur), und ein Gemisch aus NPCs.
- Drake ist ein Schwertkämpfer, gezwungen zur Anführerrolle von einem Halbgott mit Sinn für Ironie. Er beginnt das Spiel mit dem Ziel, sein Leben zu beenden, indem er sich in den Rachen eines Brutalen Pilzes wirft.
- Holy Avatar ist ein Paladin und erfahrener Retter von Prinzessinnen und Töter von diversen Endgegnern. Er rettet Drake von seiner Depression und macht ihn zum Kommandanten der Evil Heroes.
- Mandy ist die erste Jungfrau, die der Gruppe beitritt, nachdem Drake und Holy Avatar sie und ihr Reittier von einer Horde menschenfressender Pilze befreien. Sie verfällt sofort dem Charme von Holy Avatar und schwört ewige Treue und Zuneigung.
- Candy ist auch eine Bogenbegabte Jungfrau, die kurz nach Mandy ihren Platz in der Gruppe einnimmt. Sie beginnt als naive Gehilfin des Engels Synthia, die beim Kräutersammeln in Schwierigkeiten mit lüsternen Goblins gerät. Immer der Kavalier, besteht Holy Avatar darauf, sie mitzunehmen.
- Rukel ist ein listiger Goblinschurke, der sich der Gruppe anschließt, um dem Tod durch dieselbige zu entgehen. Mit der Zeit wird er zum vertrauten Mitstreiter und Liaison zu den goblischen Klans.
- Angelina ist ein Engel, vom Himmel verbannt als Strafe für ihren Hitzkopf und ihre lautgegebene Meinung über einen Erzengel. Sie ist die erste Frau, die nicht von Holy Avatar angetan ist, hegt aber eine Zuneigung für Drake. Angelina ist die einzige Heldin mit heilenden Fähigkeiten.
- Sandy ist die dritte Jungfrau. Heimlich eine Ex-Assassine, dient sie als bindendes Element, das die Eifersucht der anderen Jungfrauen einander gegenüber im Zaum hält.
- West ist ein axtschwingender Barbar, und Zwillingsbruder von East, dem Schmied von Station Wish. Sein Temperament führte zur Gefangennahme in Westwind, wo die Evil Heroes ihn befreien und für den Kampf gegen die Dark Church in ihre Gruppe aufnehmen.
- Solithaire ist eine Vampirdame und Magierin, die die Helden im Hochsicherheitskerker auffinden. Mit dem Versprechen ihren Durst an der Dark Church stillen zu dürfen, nimmt die Gruppe sie bei sich auf. Sie verliebt sich in DawnClaude und erfährt die Tochter von Mutter Gottes zu sein.
- DawnClaude ist Kommandant der Armeen der Dark Church. Nach einigen Konfrontationen mit den Evil Heroes verliebt er sich mitten im Kampf in Solithaire und schließt sich der Gruppe an.
- Sadrax, Erzmagier der Dark Church und engster Berater von Mutter Gottes. Nachdem die Evil Heroes ihn besiegen, kehrt er als Geist im Friedhof von Wishes Wood zurück, um sich zu rächen.
- Sir Death ist Holy Avatars Gegenstück auf dem Schachbrett, ein dunkler Paladin. Schon einmal hat er gegen den Halbgott gekämpft und dabei ein Auge verloren.
- Mutter Gottes ist die Anführerin der Dark Church, und Endgegnerin des Spieles. Sie offenbart sich im letzten Kampf als Solithaires Mutter.

## Wertungen
Die Durchschnittswertung deutschsprachiger Magazine wurde bei critify.de basierend auf 14 Bewertungen mit 74 Prozent angegeben.
Die Fachzeitschrift GameStar nennt es: „Originell und witzig: Ein Indie-Geheimtipp!“ und lobt den Humor sowie die gelungene Kombination von RPG und Strategie-Elementen.